# میرافلورس (بویاکا)
میرافلورس (انگلیسی: Miraflores, Boyacá) نام شهری در کشور کلمبیا است.